# Kiss My Sass LP
Kiss My Sass LP es el primer EP de la banda de powerpop Cobra Starship. El EP estuvo a la venta como un álbum de vinilo de color morado el LP/EP está inspirado en su sencillo Kiss My Sass de su álbum anterior ¡Viva la Cobra! de 2007.

## Lista de canciones
1. Kiss My Sass (Suave Suárez Remix) - 3:46
2. Kiss My Sass [feat. Travis McCoy from Gym Class Heroes] - 3:53
3. My Moves Are White (White Hot, That Is) - 3:58
4. Angie - 3:53
5. The City Is at War (Matt Haick Remix) - 3:38
6. The City Is at War (Matt and Isom Remix) 3:15
7. The City Is at War - 3:02
8. Smile For The Paparazzi - 3:24
9. Pleasure Ryland - 2:13

- Datos: Q5959989